# Мирненский поселковый совет (Краснодонский район)
Мирненский поселковый совет (укр. Мирненська селищна рада) — административно-территориальная единица Краснодонского района Луганской области Украины.
Административный центр поселкового совета находится в 
пгт Мирное.

## Населённые пункты совета
- пгт Мирное
- пгт Таловое

## Адрес поссовета
94476, Луганська обл., Краснодонський р-н, смт. Талове, вул. Радянська, 85; тел. 94-2-80 (укр.)